# Acalypha pancheriana
Acalypha pancheriana é uma espécie de flor do gênero Acalypha, pertencente à família Euphorbiaceae.